# Karlheinz Mose
Karlheinz Mose (* 6. November 1927 in Frankenstein in Schlesien; † 3. Juni 2016 in Hamburg) war ein deutscher Journalist und Autor. Nach mehr als vier Jahrzehnten als Redakteur und Fernsehkritiker bei der Programmzeitschrift Hörzu war Mose eine legendäre und prägende Persönlichkeit der deutschen Presselandschaft.

## Leben
Mose wuchs im niederschlesischen Frankenstein auf und absolvierte eine Ausbildung zum Journalisten. Nachdem er 1953 von der Tagespresse zur Programmzeitschrift Hörzu gewechselt hatte, arbeitete er dort zunächst in der Bildredaktion. Erst unter dem neuen Chefredakteur Hans Bluhm wurde Moses journalistisches Talent erkannt und gefördert. Ab 1994 arbeitete Mose dann als leitender Redakteur und Fernsehkritiker für die Hörzu. Bekannt wurde er durch seine geschliffenen Texte und seine liebenswürdige Art, Kritik in Worte zu fassen. In mehr als vierzig Berufsjahren prägte er das publizistische Leben in Hamburg und war ein deutschlandweit bekannter und beliebter Gesprächspartner.
Viele Jahre gehörte Mose auch der Jury für den Film- und Fernsehpreis Goldene Kamera an, dessen Entstehungsgeschichte er in den Anfangsjahren des Fernsehens als Zeitzeuge miterlebt hatte.
Auch nach seiner Pensionierung war Mose noch als Autor tätig. Regelmäßig schrieb er Beiträge für die heimatkundliche Zeitschrift AGG-Mitteilungen. Mitteilungsblatt der Arbeitsgemeinschaft Grafschaft Glatz – Kultur und Geschichte. Nur wenige Monate vor seinem Tod schrieb er für die Internationale Journalistenvereinigung Hamburg Die Auswärtige Presse e.V. einen Artikel zum 100. Geburtstag seiner Kollegin und langjährigen Wegbegleiterin Ruth Geede.
Mehr als 65 Jahre war er Mitglied im Deutschen Journalisten-Verband und wurde hierfür bei der Mitgliederversammlung des Verbandes im Jahr 2013 geehrt.
Karlheinz Mose starb Anfang Juni 2016 im Alter von 88 Jahren nach schwerer Krankheit in Hamburg. Die öffentliche Trauerfeier für ihn fand am 17. Juni 2016 im Hamburger Mariendom statt. Die Beisetzung erfolgte am selben Tag auf dem Friedhof Ohlsdorf. Dort ruht er südlich von Kapelle 13 (Planquadrat BL 69). 

## Ehrungen
- 2014 Ehrenmitglied des Hamburger Presseclubs[8]

## Veröffentlichungen (Auswahl)
- Karlheinz Mose im Bibliotheks- und Bibliographieportal des Herder-Instituts für historische Ostmitteleuropaforschung (Suchwort: Mose, Karlheinz)